# Krzysztof Gawedzki
Krzysztof Gawedzki (2 de julho de 1947 - 21 de janeiro 2022) foi um físico matemático franco-polonês.
Gawedzki obteve um doutorado na Universidade de Varsóvia em 1976, com a tese Functional theory of geodesic fields, orientado por Krzysztof Maurin. Na década de 1980 foi pesquisador no Centre national de la recherche scientifique (CNRS) e no Institut des Hautes Études Scientifiques (IHES). Foi professor na École Normale Supérieure de Lyon.
Em 2002/2003 esteve no Instituto de Estudos Avançados de Princeton. Foi palestrante convidado do Congresso Internacional de Matemáticos em Berkeley (1986: Renormalization: from Magic to Mathematics).

## Obras
- Lectures on Conformal Field Theory, in Edward Witten, Robbert Dijkgraaf, Pierre Deligne et al. Quantum field theory and strings: a course for mathematicians (IAS/Park City Lectures 1996/97), American Mathematical Society 1999
- Conformal Field Theory, Seminaire Bourbaki, Nr. 704, 1989 (Asterisque)
- com Jürg Fröhlich Conformal Field Theory and the Geometry of Strings, CRM Proceedings and Lecture Notes, Volume 7, 1994, p. 57–97, arxiv
- Quadrature of conformal field theories, Nucl. Phys. B, Volume 328, 1989, p. 733–752
- Editor com Alain Connes, Jean Zinn-Justin Quantum Symmetries, Les Houches Lectures, Band 64 (August/September 1995), Elsevier 1998
- com John Cardy, Gregory Falkovich Non equilibrium statistical mechanics and turbulence, London Mathematical Society Lecture Notes 355, Cambridge University Press 2008 (Eds. Sergey Nazarenko, Oleg  V. Zaboronski)